# 前664年
| 千纪： | 前1千纪 |
| 世纪： | 前8世纪 \| 前7世纪 \| 前6世纪 |
| 年代： | 前690年代 \| 前680年代 \| 前670年代 \| 前660年代 \| 前650年代 \| 前640年代 \| 前630年代                                                                                           |
| 年份： | 前669年 \| 前668年 \| 前667年 \| 前666年 \| 前665年 \| 前664年 \| 前663年 \| 前662年 \| 前661年 \| 前660年 \| 前659年                                                             |
| 纪年： | 周惠王十三年 魯莊公三十年 齊桓公二十二年 晉献公十三年 秦宣公十二年 宋桓公十八年 楚成王八年 衛懿公五年 陳宣公二十九年 蔡穆侯十一年 曹僖公七年 郑文公九年 燕庄公二十七年 杞德公九年 |

## 大事记
- 科林斯和克基拉島之間發生了海战，這是希臘有記載以來第一次海戰[1]
- 坦沃塔玛尼接替其叔父塔哈尔卡成为库施国王。
- 库施人入侵亚述人控制的古埃及。
- 新亚述帝国的亚述巴尼拔占领并洗劫了埃及底比斯（英语：Sack of Thebes）。
- 普萨姆提克一世（Psamtik I）接替内科一世（Necho I）成为下埃及的统治者 [2]。
- 塔哈尔卡的狮身人面像完工，它是在公元前690年开始建造。该人面像目前陈列在伦敦的大英博物馆。

## 逝世
- 秦宣公，秦國君主（生年不詳）。